# Nemici per la pelle (film 2006)
Nemici per la pelle è un film italiano del 2006 diretto da Rossella Drudi.

## Trama
Due amici si ritrovano, anche spinti dalle rispettive mogli, dentro una casa per anziani. Ciò farà sì, anche grazie alla presenza degli altri anziani nella struttura, che si ristabilisca un legame di amicizia fra i due.